# Amlaix
Amlaix és un llogaret del sud-est de Gilan a l'Iran, que dona nom des de 1959 a una sèrie d'elements arqueològics trobats en excavacions clandestines a les valls properes i que van del II mil·lenni en endavant encara que la major part són dels segles VIII i IX i alguns (bastants menys) dels períodes parts i sassànides. A causa de les falsificacions i la manca de context és difícil determinar i datar els objectes.